# Чародей (Marvel Comics)
Чародей (англ. Wizard), настоящее имя Бентли Виттман (Bentley Wittman) — персонаж Marvel Comics, лидер Ужасающей четвёрки.

## История публикаций
Чародей впервые появился в Strange Tales #102 (ноябрь 1962 года) и был создан Стэном Ли, Джеком Кёрби и Ларри Либером.

## Вымышленная биография
Бентли Биттман с детства был гением. Повзрослев, он начал карьеру изобретателя и приобрёл широкую известность. Беттман начал продавать свои изобретения богачам, благодаря чему сам стал богатым. Беттмен был известен как «Чародей», благодаря тому, что его изобретения фактически творили «магию». Бентли начал скучать в мире науки, отчего и захотел одолеть Джонни Шторма, недавно ставшего Человеком-факелом. Сделав вид, что он является жертвой преступления, Бентли пригласил Шторма в свой особняк, где подстроил ловушку и захватил его. Он решил очернить репутацию факела, выдавая себя за него, но был разоблачён и посажен в тюрьму, благодаря Невидимой леди.
Чародей много раз сталкивался с Человеком-факелом. Однажды тот победил Чародея в воздухе и тот начал падать. Его спасли два других противника Джонни Шторма: Песочный человек и Трапстер. Он предложил им союз, дабы отомстить заклятому врагу. Вскоре Чародей нашёл Медузу, которая на тот момент страдала от амнезии. Вместе они сформировали Ужасающую четвёрку. Им удалось захватить Мистера Фантастика, Невидимую леди и Существо, но Джонни Шторму удалось освободить товарищей, вследствие чего Ужасающая четвёрка отступила. Во второй раз Ужасающей четвёрке удалось заманить Фантастическую четвёрку в ловушку и сбросить на них «Q-бомбу». Тем удалось выжить, однако они на некоторое время потеряли свои способности. Вскоре Чародею захватил разум Существа и склонил на свою сторону. В конце концов, Существу удалось освободиться от его прибора и Фантастическая четвёрка, наконец, одолела Ужасающую четвёрку. Все её члены, за исключением Медузы, попали в тюрьму.
Чародею удалось сбежать благодаря Песочному человеку. Он изобрёл перчатки, повышающие его сверхчеловеческие силы. Он попытался отомстить команде, но был остановлен Кристалл, заменявшую Невидимую леди. Чародей долгое время пытался собрать новую Ужасающую четвёрку. Наконец он воссоздал команду, в которую вошли Гидромен, Кло и Титания, однако они всякий раз проигрывали супергероям. Однажды он объединился с Мистерио, но их планам помешал Человек-паук. Недолгое время был в сговоре с Человеком-растением[en], но был остановлен Мстителями Позже попытался наставить Песочного человека на путь преступника.
Когда популярность Фантастической четвёрки спала, Чародей решил вновь собрать Ужасающую четвёрку. На этот раз в неё вошли его бывшая жена Саламандра, Трапстер и Гидромен. Он манипулировал своей дочерью Коул, чтобы она завела романтические отношения с Человеком-факелом, чтобы попасть на базу Фантастической четвёрки. Однако в ней пробудились суперспособности и она встала против отца и одолела его. Некоторое время был членом Интеллигенция. Однажды Чародей присоединился к Фонду будущего, чтобы остановить другие воплощения Рида Ричардса, угрожающих вселенной. Когда Зловещая шестёрка напала на Интеллигенцию, Чародей пытался вразумить Песочного человека, взывая к старой дружбе. Он был отправлен Доктором Осьминогом в верхние слоя атмосферы, где и погиб. Был возрождён МОДОКом.
Когда Чародей пытался в очередной раз воссоздать Ужасающую четвёрку, на него напал её новый член Карнаж. Чародей был спасён Кло. Новобранец Ужасающей четвёрки стал новым Карнажем, однако не смог владеть такой силой. Чародею удалось захватить симбиота, после чего он стал «Улучшенным Карнажем». Чародей сошёл с ума, но Человеку-пауку удалось спасти его, а Карнаж вернулся к Клетусу Кэссиди.
После побега из тюрьмы Чародей вновь собрал Ужасающую четвёрку. Они напали на Существо и лишили сил Джонни Шторма.

## Силы и способности
Чародей обладает высоким уровнем интеллекта. Он имеет обширные познания в областях физики и элементарных частиц. Он построил множество изобретений, большинство из которых использовал лично. Его анти-гравитационные диски, управляемые с помощью костюма, могут поднять несколько сотен фунтов. Благодаря им он способен летать. Он владеет перчатками, создающими мощные электрические потоки, а также гравитационные поля. Костюм Чародея защищает его от огнестрельного оружия, а его шлем позволяет контролировать умы людей.
После получения симбиота Карнажа, Чародей получил сверхчеловеческие способности: повышенную физическую силу и возможность менять форму своего тела, например, формируя из рук смертельные режущие предметы, и даже отсоединять их с огромной скоростью, используя как метательный объект.

## Альтернативные версии

### Марвел 1602
Во вселенной Marvel 1602 Чародей из XVII века называет себя «величайшим учёным 1602 года». Он утверждает, что был капитаном корабля, который достиг края Земли, где Чародей нашёл Золотой город. Отто фон Дум утверждает, что это было преувеличением.

### Марвел Зомби
Зомби-версия Чародея впервые появляется в Marvel Zombies: Dead Days, наряду с Человеком-кротом. Он был заражён зомби Мистером Фантастиком.

### День М
Во вселенной День М Чародей входит в команду «Хозяева зла».

### MC2
В реальности Marvel Comics 2 Чародей прикован к инвалидному креслу. Он обвиняет Рида Ричардса в своём параличе. Он собирает собственну команду и снабжает их своими изобретениями. Они нападают на Фантастическую пятёрку[en], но истинной целью Чародея является Рид Ричардс.

## Вне комиксов

### Телевидение
- Чародей появился в мультсериале «Фантастическая четвёрка» 1978 года в эпизоде «Ужасающая четвёрка». В его команду входят Медуза, Песочный человек и Трапстер. Эта версия Чародея обладает сверхъестественными способностями, а не использует технологическое оружие.
- Джордж Диченцо озвучил Чародея в мультсериале «Человек-паук» 1981 года. Он берёт под контроль Медузу при помощи специального ошейника. С её помощью он планирует выкрасть электрическое устройство с военной базы.
- В мультсериале «Фантастическая четвёрка» 1994 года Чародея озвучил Рон Перлман. Он появляется в эпизоде «И плач ветра подобен Медузе» вместе с другими членами Ужасающей четвёрки: Медузой, Гидроменом и Трапстером. Он подчиняет Существо, чтобы тот напал на свою команду, однако тот вскоре приходит в себя и вместе со своими товарищами побеждает команду Чародея.
- Чародей появился в мультсериале «Фантастическая четвёрка: Величайшие герои мира» и был озвучен Джонатаном Холмсом. В его Ужасающую четвёрку вошли Человек-дракон, Кло и Трапстер.
- В мультсериале «Великий Человек-паук» Чародея озвучивает Томас Кенни[27]. Суперзлодей появляется в серии «Большая сила» Вместе с Тандрой, Кло и Трапстером он формирует Ужасающую четвёрку. Когда Человек-паук побеждает Трапстера, оставшиеся члены команды атакуют школу в Мидтауне. Человек-паук успешно побеждает их всех, однако его друг Гарри Озборн получает серьёзную травму. В серии «Большая ответственность» Ужасающая четвёрка устроила засаду Человеку-пауку, но была побеждена прибывшими Белой Тигрицей, Силачом, Железным Кулаком и Новой.
- Бентли Уитман появится в предстоящем мультсериале «Человек-паук: Первый год» 2024 года, являющимся частью медиафраншизы «Кинематографическая вселенная Marvel» (КВМ)[28].

### Кино
Чародей упоминается в фильме «Фантастическая четвёрка: Первые шаги» 2025 года.

### Видеоигры
- Чародей появляется как один из трёх боссов игры Captain America and the Avengers.
- Дэнни Манн озвучивает Чародея в Marvel: Ultimate Alliance 2.
- Появляется в качестве босса в игре Marvel Heroes.
- Чародей был озвучен Троем Бейкером в игре Lego Marvel Super Heroes.
- Чародей появляется в игре Lego Marvel’s Avengers и является играбельным персонажем.